# Wiener Linien
Wiener Linien AG – austriackie przedsiębiorstwo transportowe należące do Wiener Stadtwerke GmbH odpowiedzialne za komunikację miejską na terenie Wiednia. Wiener Linien obsługują linie autobusowe, tramwajowe oraz metra.

## Przedsiębiorstwo
Przedsiębiorstwo jest spółką córką należącego do miasta podmiotu Wiener Stadtwerke GmbH. Zarząd składa się z prezesa Güntera Steinbauera oraz Alexandry Reinagl. W 2017 r. Wiener Linien zatrudniały ponad 8600 osób, z czego 87,7% stanowili mężczyźni.

## Przewozy
Liczba przewiezionych pasażerów przez Wiener Linien na przestrzeni lat 2003–2017.
Procentowy udział środków transportu w podróżach wewnątrz Wiednia w 2017 roku.

1. Transport publiczny: 38 (38,0%)
2. Transport prywatny: 27 (27,0%)
3. Rower: 7 (7,00%)
4. Pieszo: 28 (28,0%)

### Metro

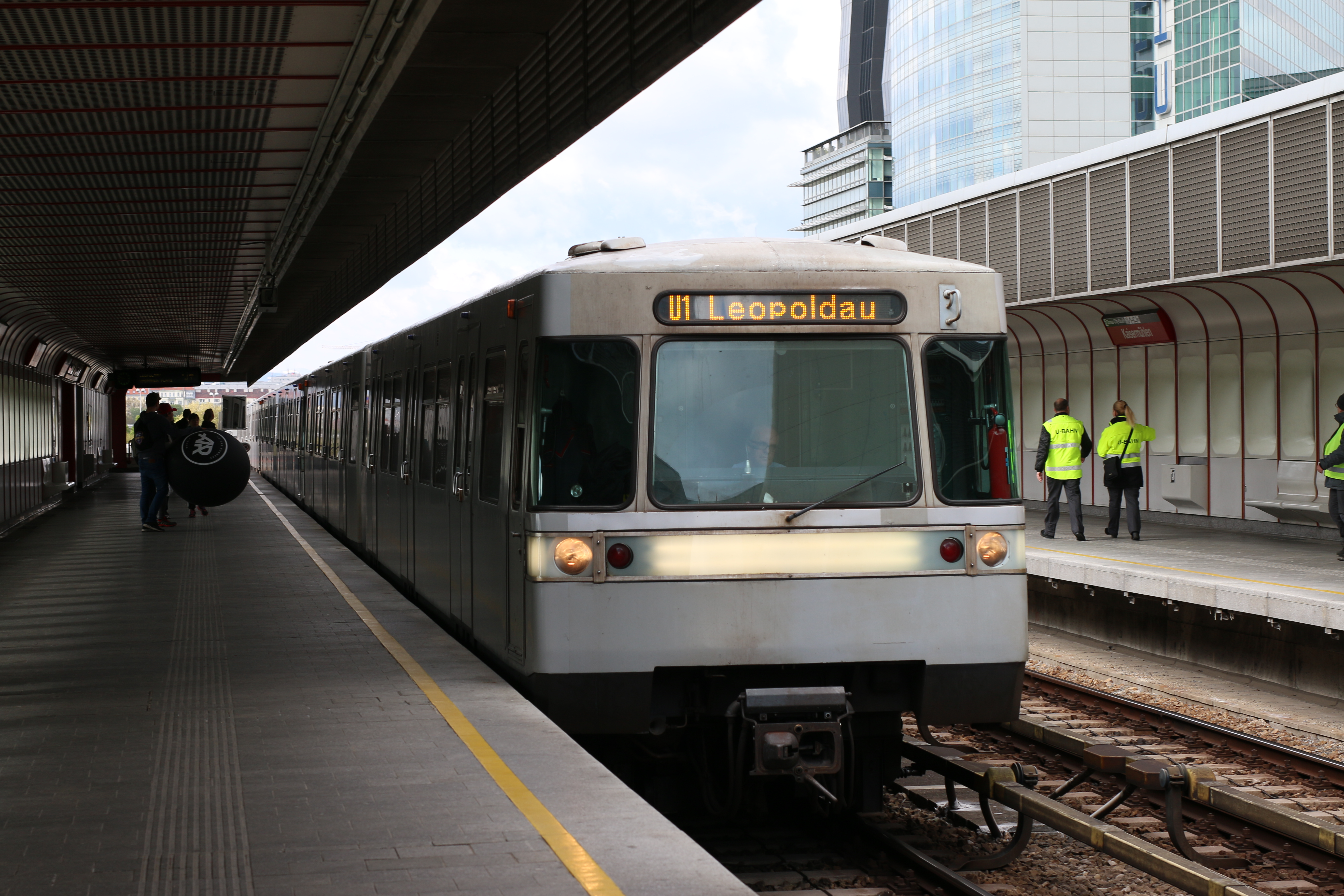
Pociąg metra typu U_{1} na linii U1

Początki kolei miejskiej w Wiedniu sięgają roku 1898, kiedy to uruchomiona została sieć kolei miejskiej Wiener Stadtbahn. W późniejszych latach na bazie tego systemu powstał system premetra zwany U-Straßenbahn, a następnie system metra. Nazwa U-Bahn była stosowana od roku 1978. Od tego czasu w Wiedniu funkcjonuje system 5 linii metra (U1-U4 i U6) o łącznej długości 78,5 km i 109 stacjach. Ponadto prowadzone są prace nad szóstą linią U5, które mają zakończyć się w 2024 r. Ponadto na terenie Wiednia znajdują się trzy stacje techniczno-postojowe metra. Średnia prędkość podróży metrem wynosi 32,7 km/h.
Tabor metra składa się z 780 pociągów trzech podstawowych typów: typu U/U1/U2 wyprodukowanych w latach 1972–2000, typu V z roku 2006 i typu T/T1 z lat 1993 i 2008. Ponadto na nowej linii U5 będą wykorzystywane nowe pociągi typu X przystosowane do jazdy autonomicznej.

### Tramwaje

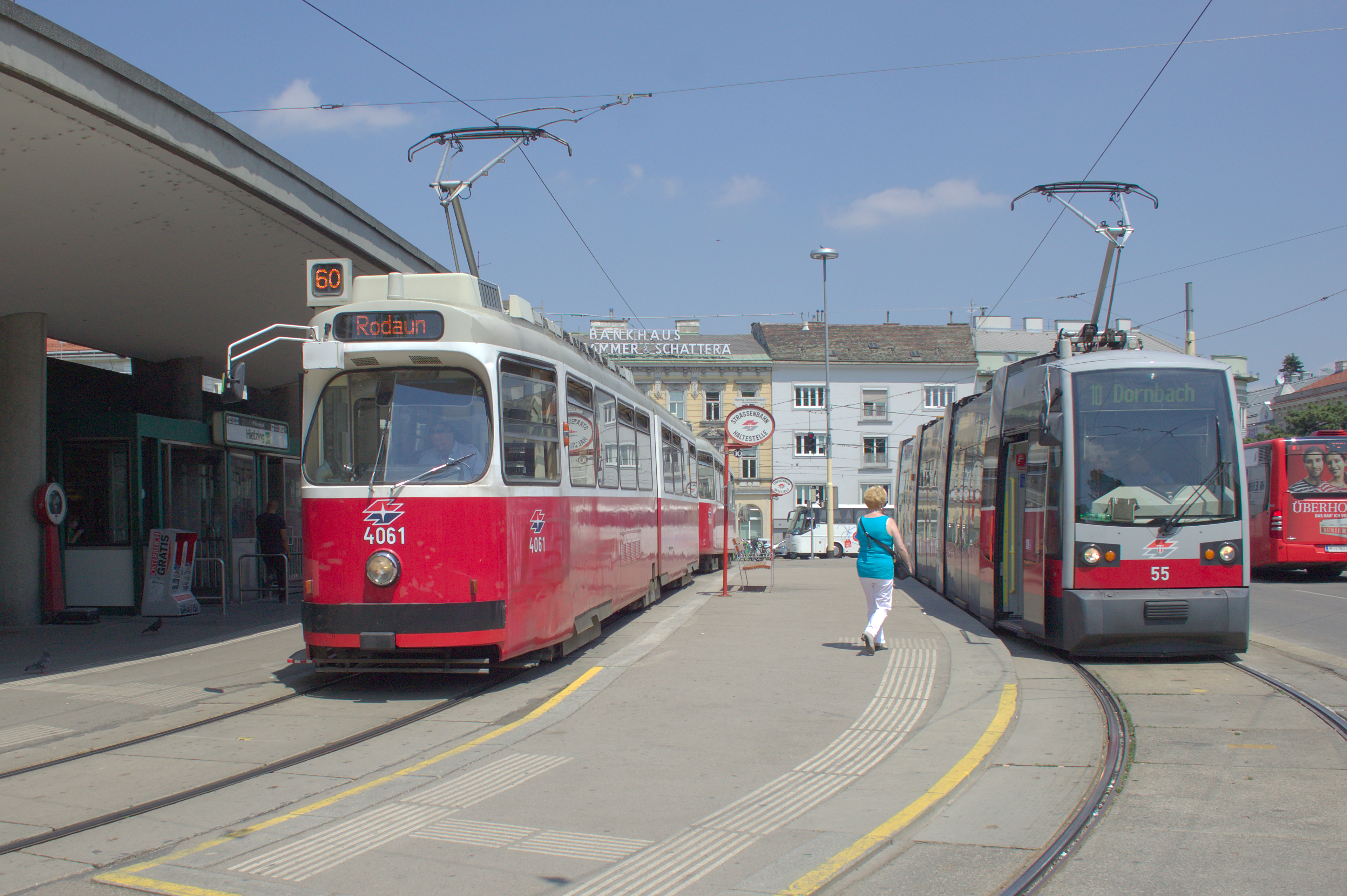
Tramwaje typu E2 (po lewej) oraz ULF (po prawej)

Pierwszą linię tramwaju konnego otwarto w Wiedniu w 1865 r., natomiast w 1883 r. uruchomiono tramwaj parowy, a w 1897 r. elektryczny. Według stanu na 2017 r. w Wiedniu znajduje się 28 linii tramwajowych o numerach D, O i 1-71 i łącznej długości 220,4 km (łącznie tory tramwajowe mają 173 km). Na terenie Wiednia znajdują się 1053 przystanki tramwajowe i cztery zajezdnie. Średnia prędkość podróży tramwajem w ciągu dnia wynosi 15,3 km/h. Rozstaw szyn wiedeńskiego systemu tramwajowego wynosi 1435 mm.
Tabor tramwajowy stanowią 503 tramwaje następujących typów: wysokopodłogowych E1 i E2 oraz niskopodłogowych Siemens ULF i Bombardier Flexity Wien.

### Autobusy

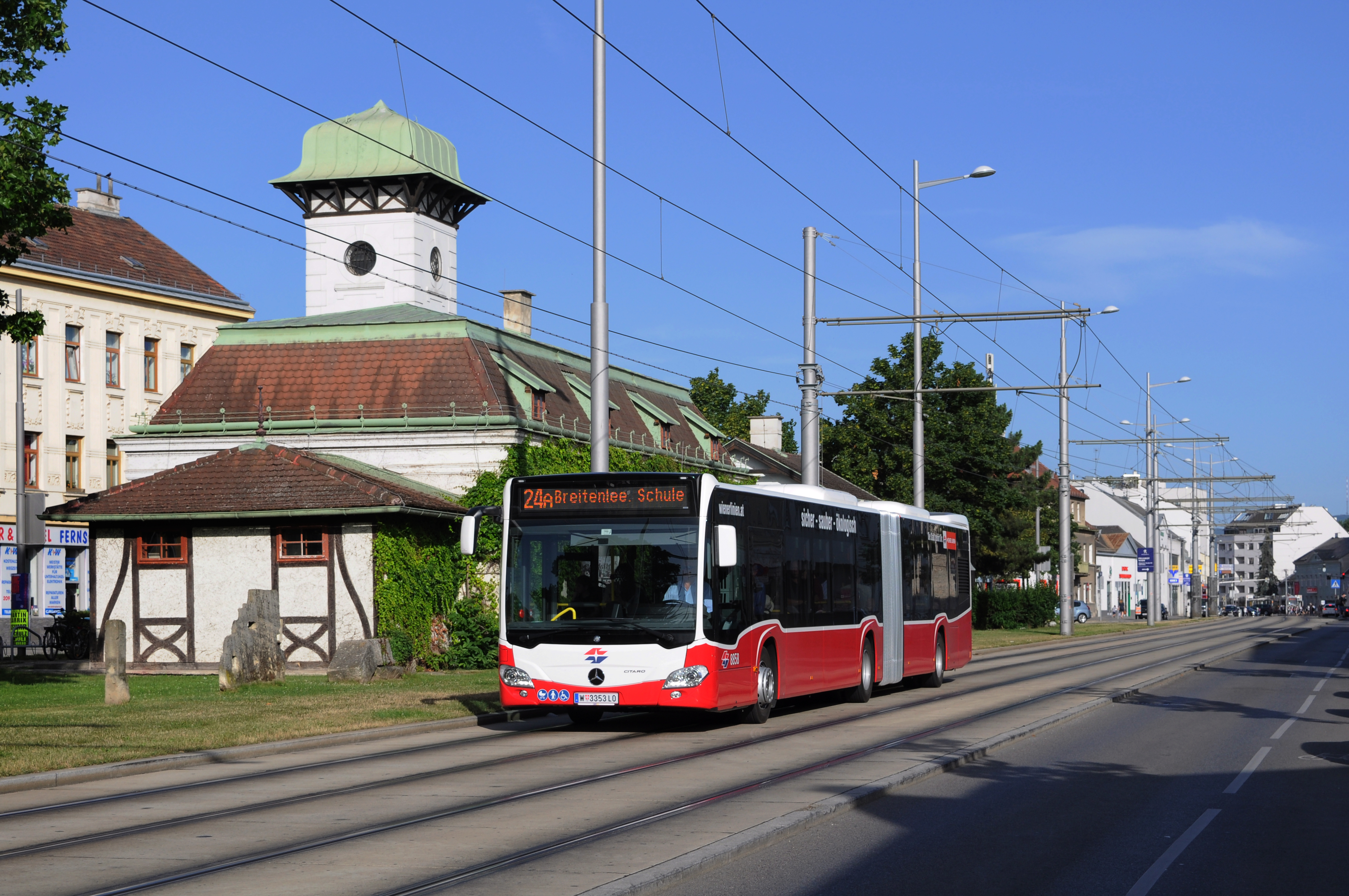
Mercedes-Benz Citaro G

W Wiedniu kursuje 128 linii autobusowych (w tym linie nocne) o łącznej długości 845,7 km, z czego część jest obsługiwana przez autobusy Wiener Linien, część natomiast pojazdami zewnętrznych operatorów. Na terenie miasta znajduje się 4197 przystanków autobusowych i trzy zajezdnie. Średnia prędkość podróży autobusem w ciągu dnia wynosi 17,7 km/h. Tabor Wiener Linien składa się z 469 autobusów, w tym: 12 elektrobusów Rampini klasy midi, 198 autobusów MAN Lion’s City i Mercedes-Benz Citaro klasy maxi oraz 259 autobusów przegubowych, również MAN i Mercedes-Benz. Autobusy napędzane są silnikami spalinowymi lub gazem CNG.